# Stazione di Piombino
Stazione di Piombino vasútállomás Olaszországban, Piombino településen.

## Vasútvonalak
Az állomást az alábbi vasútvonalak érintik:
- Campiglia Marittima-Piombino-vasútvonal

## Kapcsolódó állomások
A vasútállomáshoz az alábbi állomások vannak a legközelebb:
- Stazione di Portovecchio di Piombino
- Stazione di Piombino Marittima